# Kelly Falkner
Kelly Kenison Falkner (Lancaster, Nuevo Hampshire, 1 de marzo de 1960) es una oceanógrafa química estadounidense. Es la directora de la Oficina de Programas Polares (OPP) de la Fundación Nacional para la Ciencia. Su trabajo en esta posición consiguió que la NSF nombrase el glaciar Falkner en su honor, en Tierra de Victoria, Antártida.

## Primeros años y educación
Falkner nació en Lancaster, Nuevo Hampshire, Estados Unidos. Recibió su licenciatura en química con una especialización en ruso del Reed College en Oregón en 1983. Luego obtuvo su doctorado en oceanografía química en el programa de doctorado conjunto del Instituto de Tecnología de Massachusetts/Institución Oceanográfica de Woods Hole en 1989.

## Trayectoria e impacto

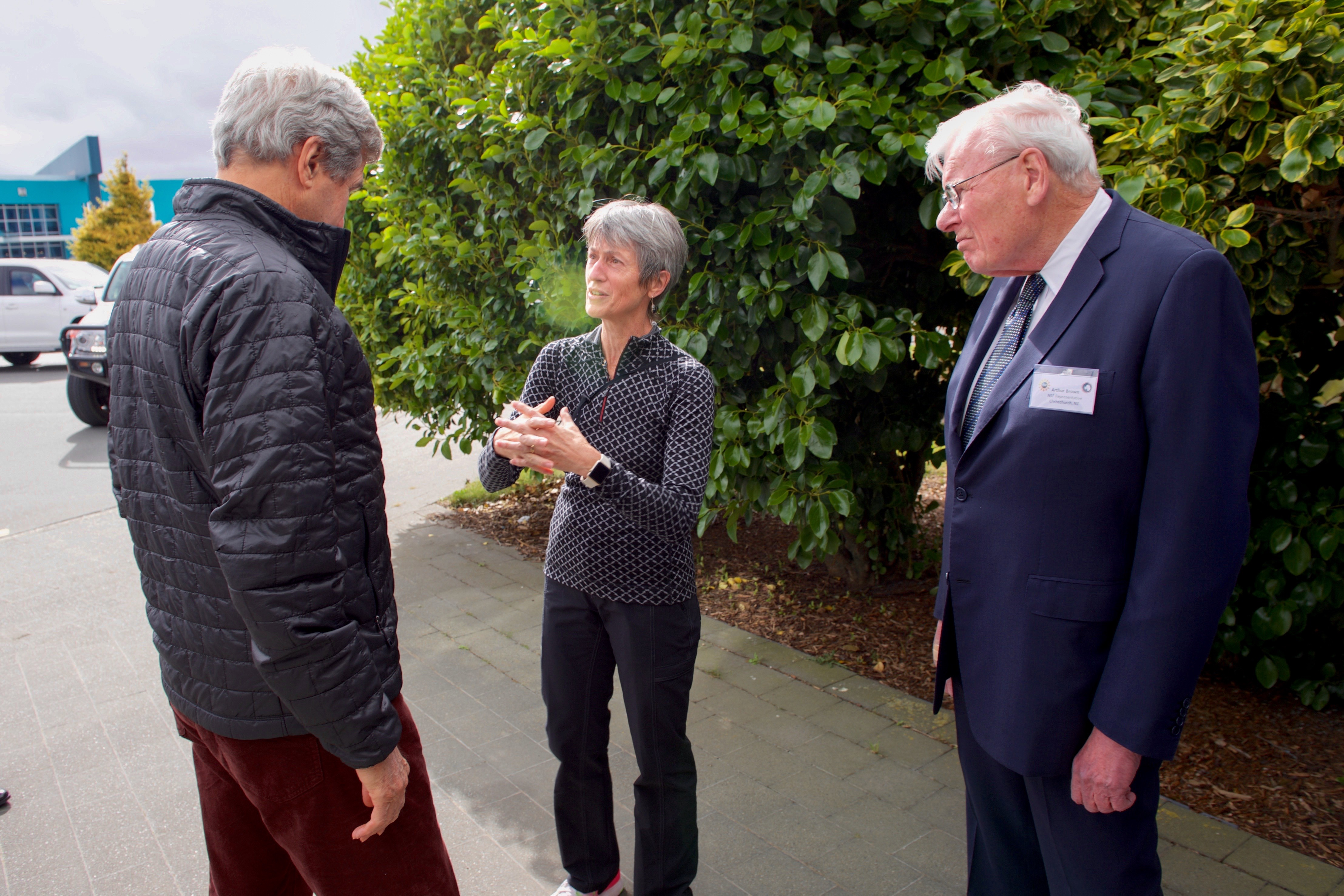
El secretario de Estado de Estados Unidos, John Kerry, junto a Kelly Falkner el 10 de noviembre de 2016, en las afueras del International Antarctic Centre en Christchurch, Nueva Zelanda, antes de que se le instale un equipo para condiciones climáticas extremas para uno de sus viajes a la Antártida y al Polo Sur.

En 1990, Falkner y Jhon Edmund calcularon la concentración de oro disuelto en el mar utilizando técnicas de gran precisión. Determinaron que hay aproximadamente un gramo de oro por cada 100 millones de toneladas de agua de mar.
Antes de incorporarse a la NSF como directora adjunta de OPP el 3 de enero de 2011, Falkner fue profesora en la facultad de Ciencias de la Tierra, Oceánicas y Atmosféricas de la Universidad Estatal de Oregón desde 1992 hasta 2011. Enseñó y realizó investigaciones utilizando mediciones químicas de vanguardia para investigar una amplia gama de temas ambientales. La investigación de Falkner como oceanógrafa marítima durante 30 años la llevó por todo el mundo desde dos millas por debajo de la superficie del mar hasta el lago Baikal, la capa de hielo de Groenlandia, el Mar Negro y los océanos del mundo. Tiene vasta experiencia en la investigación de campo en el Ártico, incluyendo más de una década como miembro del Observatorio Ambiental del Polo Norte, así como científica principal en múltiples expediciones de rompehielos y aeronaves en el Ártico.
Durante el período 2007-09, Falkner fue la directora fundadora del programa de Ciencia del Sistema Integrado Antártico en la División de Ciencias Antárticas de la Oficina de Programas Polares de la Fundación Nacional para la Ciencia. Más tarde, se unió a la Fundación Nacional para la Ciencia de forma permanente, como directora adjunta de programas polares en 2011, que gestiona la financiación de la NSF para la investigación y apoyo a las regiones polares.  Se convirtió en directora de la Oficina de Programas Polares (OPP) de la NSF a partir del 1 de abril de 2012, tras el retiro de Karl A. Erb.

## Premios y honores
Su éxito en su puesto llevó a la Fundación Nacional para la Ciencia (NFS, por sus siglas en inglés) a nombrar el glaciar Falkner en su honor, que está ubicado en Tierra de Victoria, en la Antártida. Fue también galardonada con el premio al Servicio Ártico de la NFS en 2000.